# Nouvelle société des arts visuels
La Nouvelle société des arts visuels (Neue Gesellschaft für Bildende Kunst ou nGbK ou encore NGBK) a été créée en 1969.  La spécificité de cette association et son succès reposent sur son fonctionnement associant directement les membres de l'association aux décisions et aux projets artistiques.

## Histoire et principe de fonctionnement
Le nGbK a été créé en 1969 après la dissolution de la Société allemande des Beaux-Arts (Deutschen Gesellschaft für Bildende Kunst).
Les statuts du nGbK stipulent que les membres du nGbK peuvent développer eux-mêmes des projets et les mettre en œuvre dans des groupes de travail. Contrairement à la plupart des associations artistiques allemandes, les membres du GNBK soumettent eux-mêmes des projets et créent ensuite des groupes de travail. Les groupes de travail sont approuvés puis dissous après l'achèvement des projets. Ce principe de base distingue cette association des autres grandes associations artistiques allemandes, où les membres ont moins d'influence directe sur la planification des expositions et actions culturelles entreprises.

## Objectifs
Cette association d’amateurs d’art présente des expositions d’art contemporain qui évoquent souvent des questions contemporaines, comme l’avenir du travail, les migrants, la xénophobie ou la théorie du genre. Cette organisation s'attache aussi à rendre l’art accessible dans l’espace public, comme dans des stations de métro ,. Outre des expositions, l'association organise diverses nombreuses manifestations artistiques et est aussi une maison d’édition se consacrant aux catalogues d’expositions mais aussi à des écrits théoriques. Elle manifeste également le point de vue de ses membres à l'occasion d'événements ou de faits de société. Ainsi, pendant la coupe du monde de football de 2006 en Allemagne, la Neue Gesellschaft für Bildende Kunst dénonce la commercialisation et la médiatisation excessive de l'évènement sportif en organisant une exposition critique dénommée Heimspiel (« Match à domicile »), et en déployant une banderole avec l'inscription « A time to make money » détournant le slogan officiel de la compétition, « A time to make friends ».

## Localisation du siège
Avant de déménager à son siège actuel au Oranienstraße 25 à Kreuzberg, dans une rue animée, le siège et l'espace d'exposition principal de l'organisation étaient au Tempelhofer Ufer 22,. L'implantation actuelle s'est faite dans une ancienne usine de coffres-forts, avec la mise en place, au rez-de-chaussée, d'une salle d'exposition de 400 m2 .